# Darja Astachova
Darja Igorjevna Astachova (en ruso: Дарья Игоревна Астахова; 26 de enero de 2002) es una tenista rusa.
Astachova tiene un ranking de individuales más alto de su carrera por la Asociación de Tenis Femenino (WTA) de 181, alcanzado el 20 de marzo de 2023, y un mejor ranking de dobles de la WTA de 137, alcanzado el 16 de enero de 2023.
Ganó su primer título WTA 125 en el Abierto de Iași de 2022, en el cuadro de dobles, formando pareja con Andreea Roșca.